# Emil Stanula
Emil Stanula (ur. 9 lipca 1935 w Szerzynach k. Tarnowa, zm. 16 grudnia 1999 w Warszawie) – polski duchowny katolicki, redemptorysta, profesor nauk humanistycznych, patrolog.

## Życiorys
Święcenia kapłańskie przyjął 7 czerwca 1959 w Tuchowie, studiował filologię klasyczną na Uniwersytecie Jagiellońskim w Krakowie i Akademii Teologii Katolickiej w Warszawie.
Na ATK uzyskał stopień doktora z patrologii (1972), a następnie doktora habilitowanego i tytuł profesora nauk humanistycznych (1989). Pełnił funkcję dziekana Wydziału Kościelnych Nauk Historycznych i Społecznych Uniwersytetu Kardynała Stefana Wyszyńskiego w Warszawie. Wypromował 31 magistrów i 3 doktorów.
Ogłosił łącznie 212 publikacji, głównie z zakresu teologii patrystycznej np. w serii „Pisma Starochrześcijańskich Pisarzy”. Za swoją działalność naukową był kilkakrotnie nagradzany przez Ministra Nauki i Szkolnictwa Wyższego.
Poza pracą naukową o. Emil Stanula angażował się w duszpasterstwo młodzieży licealnej i akademickiej. W latach 1965–1974 był duszpasterzem akademickim przy kościele Św. Klemensa w Warszawie. Jako pierwszy zaczął chodzić do akademika z wizytą duszpasterską. Organizował obozy i zjazdy akademickie. Prowadził wiele rekolekcji wielkopostnych i adwentowych.